# Periodismo ambiental
El periodismo ambiental se ocupa de la actualidad y la información relacionada con el ambiente en todo lo que tiene que ver con impactos y modificaciones al entorno natural. Es el periodismo que se ocupa de la captación y tratamiento informativo y periodístico, escrito, oral, audiovisual, de los temas ambientales de carácter noticioso. Es la especialización de la profesión periodística en todo lo relativo al medio ambiente, la ecología, la fauna, la flora, y la naturaleza en general, particularmente en lo que respecta a las consecuencias del desarrollo social y humano sobre el medio ambiente y la biodiversidad.

## Objetivos
Sus objetivos son:
- Presentar vías para un desarrollo sostenible y durable de una manera didáctica y comprensible. Despertar conciencia ambiental.
- Ofrecer información ambiental nueva y útil que permita al ciudadano opinar y decidir con mejor conocimiento de causa. Buscar el por qué de los problemas ambientales.
- Educar a las personas sobre temáticas del medio ambiente y del desarrollo sostenible. Hacer comprender la realidad al público, produciendo y sistematizando la información y el conocimiento; luchar contra las visiones fragmentarias de la realidad.
- Contribuir en general con el desarrollo del periodismo ambiental. Hacer pensar; generar debates y discusiones.
- Contribuir con la divulgación de las diferentes problemáticas ambientales a nivel del público general. Estimular en las personas la capacidad para participar y decidir sobre su forma de vida.
- Enfatizar procesos en vez de centrarse en acontecimientos particulares.
- Contribuir con análisis y estudios sobre el tratamiento que recibe la información ambiental en las publicaciones periódicas.
- Contribuir con los estudios sobre las políticas de definición de contenidos e identificación de valores, que hacen noticiable determinados hechos en los medios de comunicación.
- Explorar y analizar las opciones para la formación en periodismo ambiental y científico.
- Realizar estudios sobre la presencia de periodistas especializados en la temática, en los distintos periódicos locales o nacionales.
- De alguna manera desarrollar vínculos entre los comunicadores y las instituciones científicas dedicadas al estudio del ambiente.

Se entiende por periodismo ambiental la cobertura informativa hecha por un periodista sobre medio ambiente, y dirigida a una amplia audiencia: La de los medios de comunicación.
El periodismo ambiental ha sido definido por Fernández-Reyes como "el ejercicio o periodismo especializado que atiende la información generada por la interacción del hombre o de los seres vivos con su entorno, o del entorno en sí".
Otros autores han sintetizado las características propias de esta especialidad de la siguiente manera: "Se puede establecer como periodismo ambiental aquél que se ocupa de la información de actualidad que contextualice, analice los procesos, y enumere los efectos de aquellas intervenciones relacionadas con la naturaleza y el medio ambiente, y en especial de aquellos aspectos que tienen que ver con su degradación".
Para numerosos comunicadores, el periodismo ambiental es una tarea profesional que está al margen de los movimientos ecologistas, aunque este intento de objetividad no está exento de un cierto activismo, dado que los medios de comunicación son un instrumento idóneo que puede educar a la escala necesaria y en el tiempo disponible.
Otros autores defienden un periodismo honesto, que reivindica la igualdad con el resto de las especialidades informativas, porque el informador ambiental no tiene porqué ser ecologista, igual que el periodista de sucesos, no es juez, abogado, o delincuente, ni el de cultura no es actor o artista. No obstante se trata de un campo informativo, con capacidad para formar.
Por su parte, el periodista uruguayo Víctor L. Bacchetta, afirma que el periodismo ambiental “es el tratamiento a través de los medios de comunicación de los temas relacionados con el medio ambiente, considerado como el conjunto de sistemas naturales y sociales en donde conviven los humanos con los demás seres vivos”.
El periodismo ambiental es una de las especialidades periodísticas más amplias y completas, pues abarca con igual énfasis los aspectos científicos, sociales, políticos, económicos, culturales, ambientales, y éticos. En el terreno ambiental “el todo es bastante más que la simple suma de las partes”.

## Orígenes
Las primeras coberturas específicas sobre ambiente surgieron después de la Segunda Guerra Mundial, cuando la ecología ganó fuerza como temática de relevancia mundial en el llamado Primer Mundo y en la década de 1980, y en el llamado Tercer Mundo después de la conferencia Río 92.

## Temas
Las pautas del periodismo ambiental incluyen la cobertura de iniciativas y desastres (deforestación, cataclismos, iniciativas ecológicas, crímenes ambientales, etc), así como la cobertura de instituciones que generan hechos de relevancia y productos (ONG, universidades, empresas que intervienen en el ambiente), la presentación de las políticas públicas en la materia (órganos públicos, ministerios, secretarias, institutos de protección ambiental y biológica), y el día-a-día en el sector. También las campañas públicas sobre concientización ambiental o sobre causas ecológicas (como el Live Earth o la Hora del Planeta) también son objeto de este tipo de cobertura.

## Periodismo ambiental en Brasil[6]
En Brasil, algunos de los profesionales en periodismo ambiental (en portugués: jornalismo ambiental) son: André Trigueiro, Ulisses Nenê, Juárez Tosi, Tania Malheiros, Paulo Adario, Vilmar Berna, Roberto Villar Belmonte, Hiram Firmino, Carlos Tautz, André Muggiati, Carlos Matsubara, Dal Marcondes, Silvia Franz Marcuzzo, Luciano Lopes, Vinícius Carvalho, y otros. En el área académica existen diversas iniciativas para el fortalecimiento de la formación en esta área, como ser por ejemplo el curso de 'Jornalismo Ambiental' de la 'Universidade Federal do Rio Grande do Sul', gestionada por la profesora Ilza Maria Tourinho Girardi (la primera experiencia de esta naturaleza en una universidad pública brasilera). Por su parte, el profesor Wilson Bueno, de la 'Universidade Metodista de São Paulo', también se ha dedicado a esta área, a través de investigaciones, sitios digitales, y publicaciones.
Los principales vehículos dedicados al tema en Brasil son portales de Internet, tales como 'EcoAgência', 'Meio Ambiente Hoje', 'Agência Envolverde', 'Jornal do Meio Ambiente', 'JB Ecológico', 'Revista Ecológico', 'Ambiente JÁ', 'O Eco', 'Estação Vida', 'Revista Eco 21', 'Portal Amazônia',
En televisión, algunos canales y programas de referencia son: Globo Ecologia y Globo Mar, ambos de la TV Globo, así como Cidades e Soluções (del canal Globo News).
En el nivel nacional, los profesionales de la temática ambiental están integrados a la 'Rede Brasileira de Jornalismo Ambiental' (RBJA), un grupo de discusión virtual basado en 'Yahoo Groups', y con página en Facebook. La RBJA promueve y organiza, cada dos años, el 'Congresso Brasileiro de Jornalismo Ambiental', que ya está en su quinta edición (año 2013). El objetivo principal de este evento es impulsar y desarrollar la pauta ambiental.

## Periodismo ambiental en España
En España el periodismo ambiental, como tal, surge en la década de los años 70 de la mano del movimiento antinuclear. Son los años del paso de la dictadura a la democracia y el periodismo asume posturas militantes y se alinea con el movimiento ecologista. Como especialidad surge a finales de los 80 y principios de los noventa impulsado por periodistas como Sofía Menéndez (una de las pioneras desde el Diario YA), Ángel Muñoz (el independiente) Arturo Larena y Amanda García (Agencia EFE), Gustavo Catalán (D16 / El Mundo) o J. Fernández (RNE).
Especial importancia tiene la labor desarrollada desde la Agencia EFE, que a partir de su sección de Cultura, Ciencia y Medio Ambiente, crea en 1992 el área de medio ambiente y los programas de especialización en periodismo ambiental, impulsados por Arturo Larena, desde el Patronato de Fundación EFE. Durante más de dos décadas EFE potencia la información ambiental con periodistas especializados, emitiendo diariamente informaciones que llegan a los periodistas que trabajan en más de 2500 medios de comunicación. Su labor resulta fundamental para generar una conciencia ambiental en la sociedad latinoamericana. En 2009 vuelve a potenciar estos temas con la inclusión de la información ambiental en las siete áreas estratégicas a potenciar. En noviembre de ese año se presenta en el Congreso Internacional de Periodismo Ambiental en la Universidad Pablo de Olavide de Sevilla... EFEverde, la plataforma global de periodismo ambiental de EFE, que actualmente se configura como la iniciativa más potente en materia de información ambiental en Español. De carácter pionero, inicia la presencia de EFE en las redes sociales, desarrolla plataformas web, aplicaciones de información ambiental para dispositivos móviles y acciones de sensibilización. Así logra que el equipo olímpico español en los JJ.OO de Londres 2012 incluya en su "mochila olímpica" una guía sobre deporte y sostenibilidad elaborada por los periodistas de EFEverde. 
Otro caso de como el periodismo tiene una función social es la formalización por parte de la Comisión Europea, el Comité de las Regiones, y el Parlamento Europeo del Día Europeo de la Red Natura 2000, a partir de la iniciativa española impulsada por EFEverde y SEO/Birdlife en el marco del Proyecto Life de Información y Comunicación Activa Red Natura.. En 2015 EFEverde, junto con la Unión Internacional para la Conservación de la Naturaleza y la Alianza de Agencias de Noticias Públicas del Mediterráneo, impulsa la creación de la Red de Periodistas Ambientales de Agencias del Mediterráneo en Málaga. Un año después, durante la cop del Clima de Marraketch, celebran el segundo encuentro. En esta reunión la agencia marroquí MAP anuncia la creación MAP Ecology, inspirada en el modelo de EFEverde. En 2017 Naciones Unidas designa a EFEverde Media Partner de la COP 23 Fiji-Bonn. En mayo de 2018 la Comisión Europea concede a EFEverde el Premio de Comunicación Ambiental de los Natura 2000 Awards Premio de Comunicación Ambiental de los Natura 2000 Awards y en 2018 el Premio de la Comisión Europea al mejor proyecto de información ambiental.